# Philippe de Noircarmes
Pour les articles homonymes, voir Noircarmes et Philippe de Sainte-Aldegonde.
Philippe de Noircarmes, dont le nom complet était : Philippe René Nivelon Louis de Sainte-Aldegonde, seigneur de Noircarmes (v. 1530 – Utrecht, 5 mars 1574) est un homme d'État et un chef militaire des Pays-Bas habsbourgeois au service de Charles-Quint puis de Philippe II d'Espagne. Il acquit une certaine renommée comme principal artisan de la répression des calvinistes dans les provinces wallonnes, en particulier à Tournai en 1567, à Valenciennes en 1566-67, à Mons en 1572.
Il accumule au cours de son existence un nombre considérable de titres : Il est chevalier, capitaine général et grand bailli du Hainaut, conseiller d'Etat à partir de 1568, membre du conseil des finances, gouverneur de la citadelle de Cambrai, grand bailli et capitaine de Saint-Omer, chef de compagnies d’ordonnances, prévôt, bailli et capitaine de Binche, sénéchal d’Ostrevent, gouverneur de Tounehem et du pays de Bredenarde, stadhouder intérimaire de Hollande, commandeur de l'ordre d'Alcantare  et vice-président du Conseil des troubles.

## Jeunesse
Noircarmes (comme l'historiographie l'appelle généralement) était le fils de Jean de Sainte-Aldegonde, chevalier, seigneur de Noircarmes, conseiller d'état, chambellan et premier sommelier de corps de l'empereur Charles V commissaire de Flandres, grand bailli des villes et châtellenies de S. Omer et de Cassel  et de Marie de Rubempré, dame de Bourgielles.
La famille de Saint-Aldegonde est connue dès le 11ème siècle. Elle est issue d’une riche famille patricienne de marchands de Saint-Omer ayant acquis à travers les siècles le statut de noble. Leurs biens et leurs terres se trouvaient intra-muros et dans la périphérie de cette ville.
Noircarmes épousa Bonne de Lannoy le 7 septembre 1554 . Bonne de Lannoy († 1624) est dame de Maingoval, Bugnicourt, Rieulaix, Hordain, d’Iwuy, etc.Ils eurent un fils, Maximilien-Lamoral, et une fille.
On a peu d’information sur la première période de la vie de Philippe Noircarmes, mais la position de sa famille l'appelait à jouer un rôle parmi la classe dirigeante de son temps. Son père avait, semble-t-il, la confiance de Charles-Quint en remplissant notamment plusieurs missions diplomatiques.
Le 24 août 1549, Philippe Noircarmes est présent à Binche, où Marie de Hongrie a invité l’empereur Charles V pour présenter son fils Philippe. Il fait partie de la cour qui participe à une fête somptueuse qui marquera les esprits : « Le triomphe de Binche ».
Philippe Noircarmes est gentilhomme de la chambre de l’empereur lorsqu’il est nommé par Charles Quint grand bailli et capitaine de Saint-Omer par patente du 4 mars 1555. Il est confirmé dans cette fonction par Philippe II par patentes du 30 mai 1556.

## Rôle dans la première phase de la Révolte des Pays-Bas

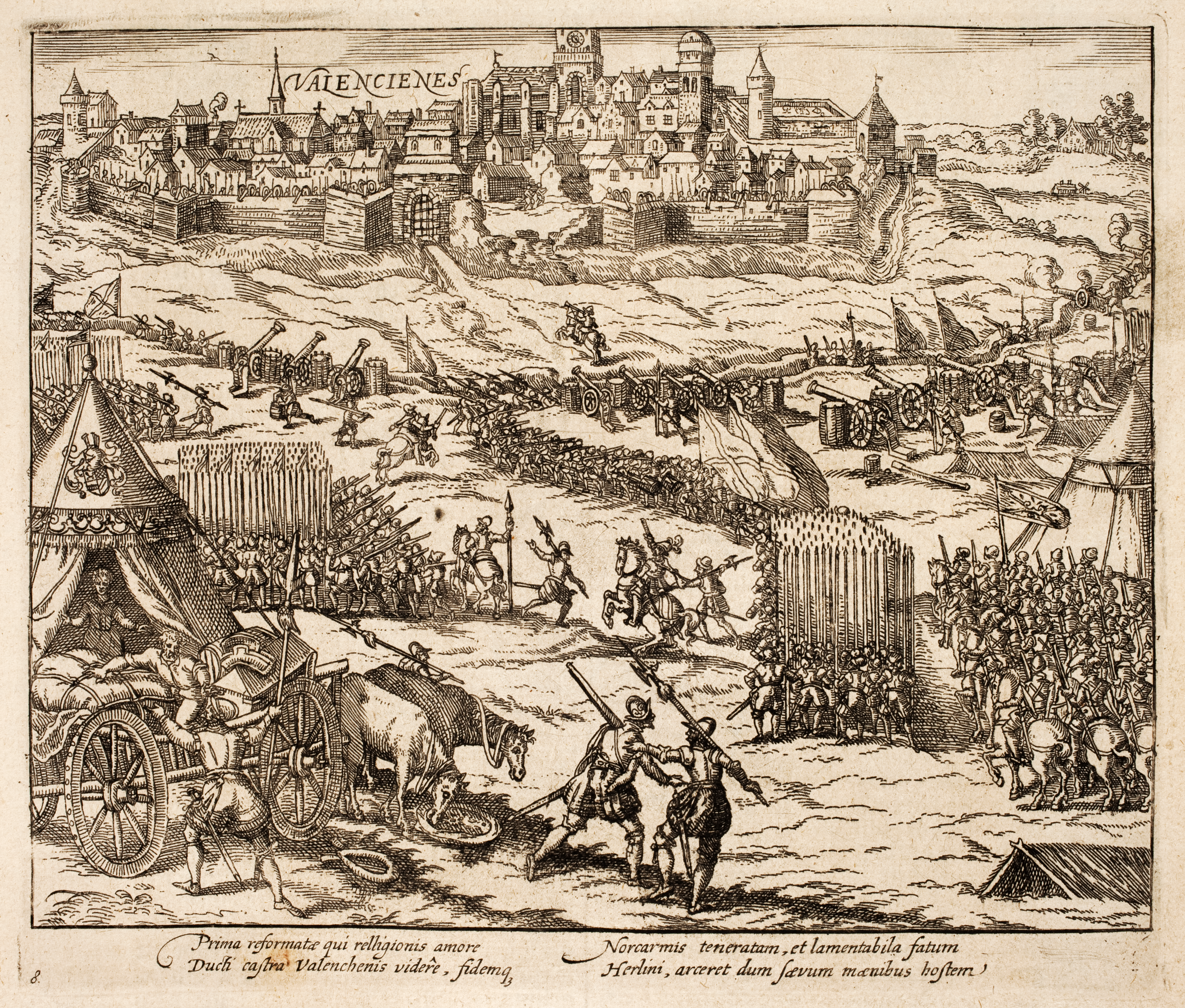
Les troupes de Noircarmes lors du siège de Valenciennes en 1567

Noircarmes était membre du Conseil d'État de Marguerite de Parme au début des années 1560. À ce titre il s'opposa à Orange, à Egmont et à Horne, qui conseillaient la prudence à la régente après le bouleversement apporté par le Compromis des Nobles en 1566. Quand en août 1566 éclatèrent des troubles sociaux en relation avec des sermons en plein air des calvinistes, suivis des destructions iconoclastes de la révolte des gueux, il se prononça pour la répression. Il fut nommé stathouder par intérim et grand bailli du Hainaut en juillet 1566, et en même temps mis à la tête des forces royales dans cette région.
Marguerite lui confia entre autres le soin de réprimer une révolte calviniste à Valenciennes, où réside le théologien Guy de Brès en décembre 1566. Il mit le siège devant la ville et s'en empara au bout de 4 mois, le 23 mars 1567. De Brès fut exécuté avec un grand nombre d'autres citoyens de Valenciennes. Noircarmes à cette époque avait déjà repris Tournai en révolte et y avait exécuté de nombreux calvinistes. Il partit ensuite pour Bois-le-Duc et Maastricht qu'il contraignit à accepter des garnisons royales. Enfin, en mai, il partit pour la Hollande et châtia sans perdre de temps les villes de Gouda, Schoonhoven et Amsterdam. En 1572, il assume en tant que gouverneur du Hainaut, le commandement de la ville de Mons, reprise par le duc d'Albe. Du 15 décembre 1572 au 27 août 1573, il met en place un système de répression impitoyable. 69 personnes seront exécutées, dont 29 des principaux drapiers et fabricants de serge de la ville.

## Fin de vie
Lorsque Maximilien de Hénin-Liétard, le stadhouder royal de Hollande, fut fait prisonnier par les rebelles en octobre 1573, Noircarmes fut nommé son successeur. Cependant, il fut blessé au siège d'Alkmaar par un coup de mousquet qui lui emporta la moitié de la joue. Il mourut de ses blessures à Utrecht le 5 mars 1574.

## Sources
- (en) Cet article est partiellement ou en totalité issu de l’article de Wikipédia en anglais intitulé « Philip of Noircarmes » (voir la liste des auteurs).